# Álvaro Tejero
Álvaro Tejero Sacristán (Madrid, 1996. július 20.) spanyol labdarúgó, 2025-tól a görög Árisz játékosa.

## Pályafutása
2004-ben a CU Collado Villalba csapatában kezdte fiatalon a labdarúgás alapjainak elsajátítását, majd egy év után a Real Madrid akadémiájára került. 2015-ben már a C csapatnak lett a tagja, majd még ebben az évben a Castillában is bemutatkozott. 2015. augusztus 22-én a CD Ebro ellen debütált a tartalék csapatban Zinédine Zidane irányítása alatt. December 2-án a kupában a Cádiz CF ellen debütált az első keretben Pepe cseréjeként.
2018. július 10-én egy évre kölcsönbe került az Albacete csapatához. Ahol a bajnokságban negyven mérkőzésen lépett pályára és egy gólt szerzett. 2019. június 26-án ötéves szerződést írt alá az első osztályban szereplő Eibar csapatához.

## Statisztika
2017. június 4. szerint
| Klub                 | Szezon           | Bajnokság | Bajnokság | Kupa  | Kupa  | Nemzetközi | Nemzetközi | Összesen | Összesen |
| Klub                 | Szezon           | Meccs     | Gólok     | Meccs | Gólok | Meccs      | Gólok      | Meccs    | Gólok    |
| -------------------- | ---------------- | --------- | --------- | ----- | ----- | ---------- | ---------- | -------- | -------- |
| Real Madrid Castilla | 2015–16          | 41        | 1         | 0     | 0     | —          | —          | 41       | 1        |
| Real Madrid Castilla | 2016–17          | 30        | 1         | 0     | 0     | —          | —          | 30       | 1        |
| Összesen             | Összesen         | 71        | 2         | 0     | 0     | 0          | 0          | 71       | 2        |
| Real Madrid          | 2015–16          | 0         | 0         | 1     | 0     | 0          | 0          | 1        | 0        |
| Real Madrid          | 2016–17          | 1         | 0         | 1     | 1     | 0          | 0          | 2        | 1        |
| Összesen             | Összesen         | 1         | 0         | 2     | 1     | 0          | 0          | 3        | 1        |
| Karrier összesen     | Karrier összesen | 72        | 2         | 2     | 1     | 0          | 0          | 74       | 3        |

## Sikerei, díjai
- Real Madrid Castilla
  - Segunda División B (Group II): 2015–16

- Real Madrid
  - La Liga: 2016–17

## Külső hivatkozások
- Real Madrid profil
- BDFutbol profil
- Álvaro Tejero az UEFA adatbázisában (angolul)
- Álvaro Tejero adatlapja a Soccerway oldalon (angolul)
- Álvaro Tejero adatlapja a Transfermarkt oldalon (angolul)